# Yuba (artiste)
Yuba (né en 1968), de son vrai nom Moussa Habboune, est un poète, musicien et compositeur berbère chleuh, originaire de la région du Souss dans le Sud-Ouest marocain. 

## Biographie
Moussa Haboun  est né en 1968 à Dcheira, près d’Agadir au Maroc. 
Son style musical de musique berbère s'inspire de toutes les musiques que le petit Yuba écoutait petit. La musique amazighe bien évidemment dans toute sa richesse. La musique occidentale aussi. 
Ses chansons portent essentiellement sur l'engagement en faveur du peuple amazigh (sa culture, son identité et ses problèmes). 
En ce sens, il peut être considéré comme un membre important de la nouvelle vague (Mallal, Tirit, Khalid Izri, Amarg Fusion, Massinissa, Aza, Tafsut, Tafwet...) de la musique amazighe, née de la lutte pacifique du peuple amazigh pour ses droits culturels, économiques et politique en Afrique du Nord. 
Yuba a produit 3 albums.

## Albums
- Tawargit (Rêve), qui connait un succès au Maroc.
- Itran Azal (Étoiles le jour), qui redécouvre les sonorités des instruments de musique traditionnels.
- Awal Iggwuran (dernier mot) sorti en 2019